# Аватар: Последњи владар ветрова (1. сезона)
Прва сезона (Књига 1: Вода) је прва сезона америчке никелодионове анимиране серије Аватар: Последњи владар ветрова, емитована од 21. фебруара 2005. до 2. децембра 2005. у 20 епизода. Серија је креирана од стране Мајкла Данте Димартина и Брајана Конецка. У првој сезони, главне улоге су тумачили: Зек Тајлер, Меј Витман, Џек Де Сена, Данте Баско, Грег Балдуин и Ди Бредли Бејкер, а у српској синхронизацији Снежана Нешковић, Ива Кевра, Немања Живковић, Предраг Дамњановић и Бора Ненић.
Сезона прати авантуре Аватара Анга и његових пријатеља Катаре и Соке који путују до Северног пола како би Ангу и Катари пронашли учитеља владања водом. Међутим, народ ватре води наизглед бесконачан рат против краљевства Земље и Водених племена, након унитења ваздушних номада. Анг током серије мора да савлада четири елемента (ваздух, воду, земљу и ватру) како би окончао рат. На путу до северног племена воде, Анга и његове пријатеље лови протерани син краља народа ватре, Зуко, заједно са својим ујаком и бившим генералом Ајром, док их са друге ватрене морнарице јури адмирал Жао.
Свака епизода прве сезоне је привукла више од милион гледалаца на премијерном приказивању. Прва сезона је освојила Пулћинове награде за 2005. годину „Најбоља ТВ серија” и „Најбоља анимирана телевизијска серија”, која додељује награде за изврсност у анимацији.
У периоду од 31. јануара 2006. до 19. септембра 2006. године у САД је објављено пет DVD-а од којих сваки садржи четири епизоде из прве сезоне. Никелодион је 12. септембра 2006. објавио и комплетну колекцију сезоне који садржи све епизоде на једном диску. Оригинална издања су кодирана у првом издању, DVD врсте која се репродукује само у Северној Америци на DVD плејерима. Од 2007. до 2009. Никелодеон је издао друго издање DVD-а који се могу приказивати и у Европи. У Србији је издавачка кућа Голд аудио видео током 2013. објавила 4 DVD-а који садрже првих 13 епизода прве сезоне.
Прва сезона је 2010. адаптирана у играни филм, Последњи владар ветрова, у режији М. Најт Шјамалана.

## Пријем
Филмски критичари су прву сезону Аватар: Последњи владар ветрова оценили као „одличну серију са оштрим анимацијама и слојевитим причама”.  Што се тиче видео квалитета и квалитета слике, Горд Лејси тврди да су „боје инспиришуће, а да је слика готово беспрекорна”. Поред тога, сезона је освојила многе награде током свог емитовања.  Током 33. годишњице награде Ени, емисија је номинована за „Најбољи анимирани телевизијски програм”. Због епизоде „Дезертер”, серија је освојила награду „Најбоља прича у анимираној продукцији”. Током 2005. године, серија је освојила Пулћинову награду за „Најбољу акционо-авантуристичку ТВ серију” и „Најбољу ТВ серију”.

## Ликови
| Лик       | Улога                    | Појављивања | Статус   |          |
| --------- | ------------------------ | ----------- | -------- | -------- |
| Анг       | Снежана Јеремић Нешковић | 20 епизода  | Главни   | Главни   |
| Катара    | Ива Кевра                | 20 епизода  | Главни   | Главни   |
| Сока      | Немања Живковић          | 20 епизода  | Главни   | Главни   |
| Апа       | без дијалога             | 20 епизода  | Главни   | Главни   |
| Момо      | Лако Николић             | 18 епизода  | Главни   | Главни   |
| Зуко      | Предраг Дамњановић       | 14 епизода  | Главни   | Главни   |
| Ајро      | Бора Ненић               | 13 епизода  | Главни   | Главни   |
| Жао       | Томаш Сарић              | 8 епизода   | Епизодни |          |
| Јуе       | Милена Живановић         | 3 епизоде   | Епизодни |          |
| Суки      | Сања Петровић            | 1 епизода   | Епизодни |          |
| Краљ Буми |                          | 1 епизода   | Епизодни |          |
| Хару      | Марко Марковић           | 1 епизода   | Епизодни |          |
| Џонг Џонг | Милан Антонић            | 1 епизода   | Епизодни |          |
| Џет       |                          | 1 епизода   | Епизодни |          |
| Озаи      | Марко Марковић           | 3 епизоде   | Позадина | Позадина |
| Гијацо    |                          | 2 епизоде   | Позадина | Позадина |
| Азула     | Јелена Стојиљковић       | 2 епизоде   | Позадина | Позадина |

## Епизоде
| Бр. у серији | Бр. у сезони | Наслов                                     | Редитељ        | Сценариста                           | Емитовање (САД)     | Емитовање (Србија) | Прод. код |
| ------------ | ------------ | ------------------------------------------ | -------------- | ------------------------------------ | ------------------- | ------------------ | --------- |
| 1            | 1            | Дечак у санти леда                         | Дејв Филони    | Мајкл Данте Димартино Брајан Конецко | 21. фебруар 2005.   | TBA                | 101       |
| 2            | 2            | Повратак Аватара                           | Дејв Филони    | Мајкл Данте Димартино Брајан Конецко | 21. фебруар 2005.   | TBA                | 102       |
| 3            | 3            | Храм јужног ваздуха                        | Лорен Макмилан | Мајкл Данте Димартино                | 25. фебруар 2005.   | TBA                | 103       |
| 4            | 4            | Ратници Кјошија                            | Ђанкарло Волпе | Ник Малис                            | 4. март 2005.       | TBA                | 104       |
| 5            | 5            | Краљ Омаше                                 | Ентони Лиој    | Џон Оубриан                          | 18. март 2005.      | TBA                | 105       |
| 6            | 6            | Заробљени                                  | Дејв Филони    | Мет Хубард                           | 25. март 2005.      | TBA                | 106       |
| 7            | 7            | Зимска краткодневница 1. део (свет духова) | Лорен Макмилан | Арон Ехаш                            | 8. април 2005.      | TBA                | 107       |
| 8            | 8            | Зимска краткодневница 2. део (Аватар Року) | Ђанкарло Волпе | Мајкл Данте Димартино                | 15. април 2005.     | TBA                | 108       |
| 9            | 9            | Свитак владара воде                        | Ентони Лиој    | Џон Оубриан                          | 29. април 2005.     | TBA                | 109       |
| 10           | 10           | Џет                                        | Дејв Филони    | Џејмс Иган                           | 6. мај 2005.        | TBA                | 110       |
| 11           | 11           | Велика деоба                               | Ђанкарло Волпе | Џон Оубриан                          | 20. мај 2005.       | TBA                | 111       |
| 12           | 12           | Олуја                                      | Лорен Макмилан | Арон Ехаш                            | 3. јун 2005.        | TBA                | 112       |
| 13           | 13           | Плави дух                                  | Дејв Филони    | Мајкл Данте Димартино Брајан Конецко | 7. јун 2005.        | TBA                | 113       |
| 14           | 14           | Пророчица                                  | Дејв Филони    | Арон Ехаш и Џон Оубриан              | 23. септембар 2005. | TBA                | 114       |
| 15           | 15           | Бато из племена воде                       | Ђанкарло Волпе | Ијан Вилкос                          | 7. октобар 2005.    | TBA                | 115       |
| 16           | 16           | Дезертер                                   | Лорен Макмилан | Тим Хедрик                           | 21. октобар 2005.   | TBA                | 116       |
| 17           | 17           | Змајари                                    | Дејв Филони    | Елизабет Ехаш                        | 4. новембар 2005.   | TBA                | 117       |
| 18           | 18           | Учитељ вадара воде                         | Ђанкарло Волпе | Мајкл Данте Димартино                | 18. новембар 2005.  | TBA                | 118       |
| 19           | 19           | Опсада севера 1. део (северно племе воде)  | Лорен Макмилан | Џон Оубриан                          | 2. децембар 2005.   | TBA                | 119       |
| 20           | 20           | Опсада севера 2. део                       | Дејв Филони    | Арон Ехаш                            | 2. децембар 2005.   | TBA                | 120       |